# Football Club Internazionale Milano 2022-2023 (femminile)
Questa voce raccoglie le informazioni riguardanti la squadra femminile del Football Club Internazionale Milano nelle competizioni ufficiali della stagione 2022-2023.

## Stagione
Dopo il quinto posto in campionato della stagione precedente, l'Inter conferma in panchina Rita Guarino. In Serie A le nerazzurre terminano la prima fase al terzo posto in classifica, accedendo alla poule scudetto, dove chiudono al quinto posto. In Coppa Italia, dopo aver vinto il proprio girone eliminatorio, l'Inter supera la Sampdoria ai quarti di finale, ma viene eliminata dalla Juventus nelle semifinali. Da segnalare la vittoria nella classifica marcatori della Serie A di Tabitha Chawinga, nominata anche miglior attaccante del campionato.

## Divise e sponsor
Lo sponsor tecnico per la stagione 2022-2023 è Nike, il back sponsor è Mastercard, che nella stagione precedente era stato il main sponsor, e lo sleeve sponsor è eBay. Non compare DigitalBits, che nella stagione precedente era stato sleeve sponsor.
La maglia home presenta un classico design a strisce nerazzurre ispirato agli anni sessanta della squadra maschile. I pantaloncini sono neri con inserti azzurri, così come i calzettoni che presentano un bordino azzurro. La maglia away è bianca con una stampa di colore light acqua che raffigura un planisfero, a sottolineare lo spirito inclusivo e l'apertura al mondo del club. I pantaloncini sono bianchi con inserti light acqua, mentre i calzettoni sono bianchi con un bordino nero e light acqua. La maglia third è gialla, con il girocollo e i bordi delle maniche nerazzurri. I pantaloncini sono gialli con inserti azzurri, mentre i calzettoni sono gialli con un bordino nerazzurro.
| Casa | Trasferta | Terza divisa |

| 1ª portiere | 2ª portiere | 3ª portiere | 4ª portiere |

## Organigramma societario
Area sportiva
- Women Football Project Manager: Ilaria Pasqui[9]

Area tecnica
- Allenatore: Rita Guarino
- Allenatore in seconda: Giorgio Schiavini
- Preparatore dei portieri: Gabriele Zanon
- Preparatore atletico: Mario Familari
- Assistente preparatore: Matteo Forlini
- Match analyst: Marco Savoca
- Coordinatrice dello staff medico: Giulia Carimati
- Medico della prima squadra: Francesco Toscani
- Fisioterapista: Mattia Sagona
- Fisioterapista: Roberto Bottoni
- Nutrizionista: Natale Gentile

## Rosa
Rosa, ruoli e numeri di maglia come da sito ufficiale, aggiornati al 18 marzo 2023.
| N. |                        | Ruolo | Calciatrice            |
| -- | ---------------------- | ----- | ---------------------- |
| 1  | Italia (bandiera)      | P     | Astrid Gilardi         |
| 2  | Norvegia (bandiera)    | D     | Anja Sønstevold        |
| 3  | Paesi Bassi (bandiera) | D     | Stefanie van der Gragt |
| 5  | Francia (bandiera)     | C     | Ghoutia Karchouni      |
| 6  | Italia (bandiera)      | C     | Irene Santi            |
| 7  | Italia (bandiera)      | A     | Gloria Marinelli       |
| 8  | Italia (bandiera)      | C     | Martina Brustia        |
| 9  | Italia (bandiera)      | A     | Elisa Polli            |
| 10 | Italia (bandiera)      | A     | Tatiana Bonetti        |
| 11 | Malawi (bandiera)      | A     | Tabitha Chawinga       |
| 12 | Italia (bandiera)      | P     | Alessia Piazza         |
| 13 | Italia (bandiera)      | D     | Beatrice Merlo         |
| 14 | Italia (bandiera)      | D     | Chiara Robustellini    |
| 15 | Italia (bandiera)      | A     | Giulia Dragoni         |
| 15 | Norvegia (bandiera)    | C     | Noor Eckhoff           |
| 17 | Ungheria (bandiera)    | D     | Beatrix Fördős         |

| N. |                      | Ruolo | Calciatrice                 |
| -- | -------------------- | ----- | --------------------------- |
| 18 | Italia (bandiera)    | C     | Marta Teresa Pandini        |
| 19 | Italia (bandiera)    | C     | Lisa Alborghetti (capitano) |
| 20 | Italia (bandiera)    | C     | Flaminia Simonetti          |
| 21 | Italia (bandiera)    | C     | Alice Regazzoli             |
| 22 | Italia (bandiera)    | P     | Francesca Durante           |
| 25 | Danimarca (bandiera) | C     | Frederikke Thøgersen        |
| 27 | Ungheria (bandiera)  | C     | Henrietta Csiszár           |
| 29 | Islanda (bandiera)   | D     | Anna Björk Kristjánsdóttir  |
| 31 | Svezia (bandiera)    | D     | Fanny Lång                  |
| 32 | Italia (bandiera)    | P     | Elena Belli                 |
| 33 | Camerun (bandiera)   | A     | Ajara Nchout                |
| 34 | Giappone (bandiera)  | C     | Mana Mihashi                |
| 35 | Italia (bandiera)    | C     | Beatrice Calegari           |
| 37 | Italia (bandiera)    | C     | Francesca Colonna           |
| 38 | Italia (bandiera)    | P     | Lavinia Tornaghi            |

## Calciomercato

### Sessione estiva
| Acquisti | Acquisti               | Acquisti                  | Acquisti      |
| R.       | Nome                   | da                        | Modalità      |
| -------- | ---------------------- | ------------------------- | ------------- |
| P        | Roberta Aprile         | Juventus                  | fine prestito |
| P        | Alessia Piazza         | San Marino                | definitivo    |
| D        | Beatrix Fördős         | Lazio                     | definitivo    |
| D        | Caterina Fracaros      | Cittadella                | fine prestito |
| D        | Stefanie van der Gragt | Ajax                      | definitivo    |
| C        | Mana Mihashi           | Sassuolo                  | definitivo    |
| A        | Tabitha Chawinga       | Wuhan Jianghan University | prestito      |
| A        | Elisa Polli            | Empoli                    | riscatto      |

| Cessioni | Cessioni           | Cessioni   | Cessioni       |
| R.       | Nome               | a          | Modalità       |
| -------- | ------------------ | ---------- | -------------- |
| P        | Roberta Aprile     | Juventus   | definitivo     |
| P        | Carlotta Cartelli  |            | fine contratto |
| D        | Caterina Fracaros  | Brescia    | prestito       |
| D        | Elin Landström     |            | fine contratto |
| D        | Angela Passeri     | Pomigliano | prestito       |
| D        | Francesca Quazzico | Verona     | prestito       |
| D        | Kathellen Sousa    |            | fine contratto |
| D        | Bianca Vergani     | Verona     | prestito       |
| C        | Alice Regazzoli    | Sampdoria  | prestito       |
| A        | Elisa Carravetta   | Como       | definitivo     |
| A        | Matilde Pavan      | Como       | prestito       |
| A        | Macarena Portales  |            | fine contratto |
| A        | Alessia Rognoni    | Verona     | definitivo     |

### Sessione invernale
| Acquisti | Acquisti             | Acquisti  | Acquisti   |
| R.       | Nome                 | da        | Modalità   |
| -------- | -------------------- | --------- | ---------- |
| C        | Frederikke Thøgersen | Rosengård | definitivo |

| Cessioni         | Cessioni        | Cessioni   | Cessioni   |
| R.               | Nome            | a          | Modalità   |
| ---------------- | --------------- | ---------- | ---------- |
| C                | Martina Brustia | Sassuolo   | definitivo |
| Altre operazioni |                 |            |            |
| R.               | Nome            | da         | Modalità   |
| A                | Giulia Dragoni  | Barcellona | definitivo |

### Operazioni esterne alle sessioni
| Acquisti | Acquisti     | Acquisti          | Acquisti   |
| R.       | Nome         | da                | Modalità   |
| -------- | ------------ | ----------------- | ---------- |
| D        | Fanny Lång   | Kolbotn           | definitivo |
| C        | Noor Eckhoff | Eskilstuna United | definitivo |

| Cessioni         | Cessioni         | Cessioni         | Cessioni         |
| R.               | Nome             | a                | Modalità         |
| Altre operazioni | Altre operazioni | Altre operazioni | Altre operazioni |
| R.               | Nome             | da               | Modalità         |
| ---------------- | ---------------- | ---------------- | ---------------- |

## Risultati

### Coppa Italia

#### Gironi eliminatori
| Arbitro: | Possanzini (Foligno) |

|  |           |                                                           |
|  | Marcatori | 12’, 30’ Marinelli 37’ Alborghetti 45’ Fördős 50’ Brustia |

| Arbitro: | Migliorini (Verona) |

|             |           |                    |
| Banusic 89’ | Marcatori | 65’ (rig.) Bonetti |

#### Fase finale
| Arbitro: | Bianchi (Prato) |

|                          |           |                                     |
| Pisani 64’ Fallico 90+1’ | Marcatori | 10’ Nchout 20’ Chawinga 37’ Bonetti |

| Arbitro: | Angelucci (Foligno) |

|                                                      |                      |                                                     |
| Polli 5’ Chawinga 10’ Nchout 23’                     | Marcatori            | 49’ Regazzoli 52’ Prugna 68’ Tarenzi 73’ Bonfantini |
| Polli Van der Gragt Nchout Thøgersen Pandini Mihashi | Tiri di rigore 5 – 4 | Tarenzi Bonfantini Prugna Cuschieri Re Čonč         |

| Arbitro: | Crezzini (Siena) |

|           |           |            |
| Merlo 65’ | Marcatori | 29’ Grosso |

| Arbitro: | Carrione (Castellammare di Stabia) |

|                                   |           |              |
| Gunnarsdóttir 2’ Beerensteyn 100’ | Marcatori | 83’ Chawinga |

## Statistiche

### Statistiche di squadra
| Competizione | Punti | In casa | In casa | In casa | In casa | In casa | In casa | In trasferta | In trasferta | In trasferta | In trasferta | In trasferta | In trasferta | Totale | Totale | Totale | Totale | Totale | Totale | DR  |
| Competizione | Punti | G       | V       | N       | P       | Gf      | Gs      | G            | V            | N            | P            | Gf           | Gs           | G      | V      | N      | P      | Gf     | Gs     | DR  |
| ------------ | ----- | ------- | ------- | ------- | ------- | ------- | ------- | ------------ | ------------ | ------------ | ------------ | ------------ | ------------ | ------ | ------ | ------ | ------ | ------ | ------ | --- |
| Serie A      | 39    | 13      | 7       | 1       | 5       | 32      | 18      | 13           | 4            | 5            | 4            | 23           | 20           | 26     | 11     | 6      | 9      | 55     | 38     | +17 |
| Coppa Italia | -     | 2       | 0       | 1       | 1       | 4       | 5       | 4            | 2            | 1            | 1            | 10           | 5            | 6      | 2      | 2      | 2      | 14     | 10     | +4  |
| Totale       | -     | 15      | 7       | 2       | 6       | 36      | 23      | 17           | 6            | 6            | 5            | 33           | 25           | 32     | 13     | 8      | 11     | 69     | 48     | +21 |

### Andamento in campionato
| Giornata  | 1 | 2 | 3 | 4 | 5 | 6 | 7 | 8 | 9 | 10 | 11 | 12 | 13 | 14 | 15 | 16 | 17 | 18 | 19 | 20 | 21 | 22 | 23 | 24 | 25 | 26 | 27 | 28 |
| --------- | - | - | - | - | - | - | - | - | - | -- | -- | -- | -- | -- | -- | -- | -- | -- | -- | -- | -- | -- | -- | -- | -- | -- | -- | -- |
| Luogo     | C | T | C | T | T | C | T | C | T | T  | C  | T  | C  | C  | T  | C  | T  | C  | R  | C  | T  | C  | T  | R  | T  | C  | T  | C  |
| Risultato | V | N | V | V | V | V | N | P | N | N  | P  | V  | V  | N  | V  | V  | P  | V  | -  | P  | P  | P  | P  | -  | N  | V  | P  | P  |
| Posizione | 1 | 4 | 3 | 1 | 1 | 1 | 3 | 3 | 4 | 3  | 4  | 4  | 3  | 4  | 4  | 4  | 4  | 3  | 3  | 3  | 4  | 4  | 5  | 5  | 5  | 4  | 5  | 5  |

Legenda:

Luogo: C = Casa; T = Trasferta. Risultato: V = Vittoria; N = Pareggio; P = Sconfitta.

### Statistiche delle giocatrici
Sono in corsivo le calciatrici che hanno lasciato la società a stagione in corso.
| Giocatore          | Serie A  | Serie A | Serie A     | Serie A    | Coppa Italia | Coppa Italia | Coppa Italia | Coppa Italia | Totale   | Totale | Totale      | Totale     |
| Giocatore          | Presenze | Reti    | Ammonizioni | Espulsioni | Presenze     | Reti         | Ammonizioni  | Espulsioni   | Presenze | Reti   | Ammonizioni | Espulsioni |
| ------------------ | -------- | ------- | ----------- | ---------- | ------------ | ------------ | ------------ | ------------ | -------- | ------ | ----------- | ---------- |
| L. Alborghetti     | 19       | 1       | 4           | 0          | 6            | 1            | 0            | 0            | 25       | 2      | 4           | 0          |
| E. Belli           | 0        | 0       | 0           | 0          | 0            | 0            | 0            | 0            | 0        | 0      | 0           | 0          |
| T. Bonetti         | 16       | 2       | 0           | 0          | 2            | 2            | 0            | 0            | 18       | 4      | 0           | 0          |
| M. Brustia         | 4        | 0       | 0           | 0          | 2            | 1            | 0            | 0            | 6        | 1      | 0           | 0          |
| B. Calegari        | 2        | 0       | 0           | 0          | 1            | 0            | 0            | 0            | 3        | 0      | 0           | 0          |
| T. Chawinga        | 23       | 23      | 0           | 0          | 5            | 3            | 0            | 0            | 28       | 26     | 0           | 0          |
| F. Colonna         | 1        | 0       | 0           | 0          | 2            | 0            | 0            | 0            | 3        | 0      | 0           | 0          |
| H. Csiszár         | 10       | 0       | 2           | 0          | 3            | 0            | 0            | 0            | 13       | 0      | 2           | 0          |
| G. Dragoni         | 4        | 0       | 1           | 0          | -            | -            | -            | -            | 4        | 0      | 1           | 0          |
| F. Durante         | 22       | -25     | 0           | 0          | 3            | -3           | 0            | 0            | 25       | -28    | 0           | 0          |
| N. Eckhoff         | 8        | 0       | 2           | 0          | -            | -            | -            | -            | 8        | 0      | 2           | 0          |
| B. Fördős          | 9        | 0       | 3           | 0          | 5            | 1            | 1            | 0            | 14       | 1      | 4           | 0          |
| A. Gilardi         | 0        | 0       | 0           | 0          | 0            | 0            | 0            | 0            | 0        | 0      | 0           | 0          |
| G. Karchouni       | 24       | 6       | 1           | 0          | 4            | 0            | 0            | 0            | 28       | 6      | 1           | 0          |
| A. Kristjánsdóttir | 15       | 0       | 0           | 0          | 1            | 0            | 0            | 0            | 16       | 0      | 0           | 0          |
| F. Lång            | 1        | 0       | 0           | 0          | 0            | 0            | 0            | 0            | 1        | 0      | 0           | 0          |
| G. Marinelli       | 15       | 1       | 0           | 0          | 3            | 2            | 1            | 0            | 18       | 3      | 1           | 0          |
| B. Merlo           | 21       | 0       | 1           | 0          | 6            | 1            | 0            | 0            | 27       | 1      | 1           | 0          |
| M. Mihashi         | 23       | 0       | 3           | 0          | 6            | 0            | 0            | 0            | 29       | 0      | 3           | 0          |
| A. Nchout          | 21       | 2       | 0           | 0          | 4            | 2            | 0            | 0            | 25       | 4      | 0           | 0          |
| M. Pandini         | 24       | 1       | 0           | 0          | 6            | 0            | 0            | 0            | 30       | 1      | 0           | 0          |
| A. Piazza          | 5        | -13     | 0           | 0          | 3            | -7           | 0            | 0            | 8        | -20    | 0           | 0          |
| E. Polli           | 25       | 12      | 3           | 0          | 5            | 1            | 0            | 0            | 30       | 13     | 3           | 0          |
| A. Regazzoli       | 1        | 0       | 0           | 0          | -            | -            | -            | -            | 1        | 0      | 0           | 0          |
| C. Robustellini    | 18       | 1       | 4           | 0          | 3            | 0            | 0            | 0            | 21       | 1      | 4           | 0          |
| I. Santi           | 20       | 1       | 4           | 0          | 5            | 0            | 0            | 0            | 25       | 1      | 4           | 0          |
| F. Simonetti       | 14       | 0       | 1           | 0          | 4            | 0            | 1            | 0            | 18       | 0      | 2           | 0          |
| A. Sønstevold      | 19       | 0       | 2           | 0          | 1            | 0            | 0            | 0            | 20       | 0      | 2           | 0          |
| F. Thøgersen       | 13       | 0       | 1           | 0          | 4            | 0            | 0            | 0            | 17       | 0      | 1           | 0          |
| L. Tornaghi        | 0        | 0       | 0           | 0          | 1            | 0            | 0            | 0            | 1        | 0      | 0           | 0          |
| S. Van der Gragt   | 17       | 3       | 3           | 0          | 4            | 0            | 2            | 0            | 21       | 3      | 5           | 0          |

## Giovanili

### Organigramma
Area tecnica
- Primavera
  - Allenatore: Marco Mandelli

### Piazzamenti
- Primavera:
  - Campionato: semifinali